# گرتیه کافیلد
گرتیه کافیلد (به انگلیسی: Greetje Kauffeld) (زاده ۲۶ نوامبر ۱۹۳۹) خواننده هلندی است.
او نماینده هلند در یوروویژن ۱۹۶۱ بود.